# Hoi jeon moo sool
Hoi Jeon Moo Sool é uma arte marcial coreana criada pelo Mestre 10.º Dan Myung Jae Ok, que usa movimentos circulares na defesa e no ataque, usando a energia do oponente contra ele próprio. Hoi Jeon Moo Sool significa "Arte Marcial Circular", onde Hoi Jeon significa circular e Moo Sool significa Arte Marcial.

## Princípios
O Hoi Jeon Moo Sool, assim como diversas artes marciais coreanas, se baseiam em 3 princípios:
1. Yu - Água
2. Won - Círculo
3. Wha - Harmonia

### Yu
Yu (água), São os movimentos circulares, a água representa a adaptalidade do praticante à situação.

### Won
Won (círculo), representa a trajetória do aluno na sua aprendizagem. Quando ele (o aluno), forma-se faixa preta, ele completa o círculo, porém ao invés de retornar ao ponto de partida, o aluno eleva-se na aprendizagem, formando assim espirais.

### Wha
Wha (harmonia), representa o elemento principal no treinamento, mente, corpo e instante devem estar em combinação simultânea.

## Filosofia
A filosofia das artes Marciais Coreanas em geral, são definidas em quatro itens:
1-Bravura durante as batalhas;
2-Lealdade aos pais e a Nação;
3-Honestidade e procedimento correto;
4- Segurança e ajuda aos outros.
Não julgue, não se precipite, não acredite em tudo que ouve. Você só conhece sua academia.
Não critique outras pessoas, você mal conheçe as pessoas que o rodeiam.
Não compare. Geralmente você não conheçe suas próprias limitações, muito menos a dos outros. Normalmentec seu referencial é muito pequeno. Resulmindo: não fale de outras pessoas que você nunca viu, das quais não ouviu e sobre as quais você apenas imagina ou pensa algo.
Saiba diferenciar opinião de fato. dou-lhe um exemplo: um aluno pergunta ao professor "Aquela academia é boa?" A resposta pode ser boa ou ruim, não importa pois trata-se da opinião do professor. Outro exemplo: dez pessoas assistem a uma demonstração. Pergunte a opinião de cada uma delas. Algumas podem ser parecidas, mas nenhuma traduzirá a verdade, a realidade, o fato. O fato é que houve uma demonstração, o resto é opinião.
Generalizar é perigoso. Seu professor fala, treina determinada técnica e você acha que aquilo é tudo, é único, não existe nada a mais. Imagine por exemplo um estrangeiro que vem a São Paulo, volta ao seu país de origem e diz então se gostou ou não do Brasil. Trata-se de uma opinião muito limitada...
Cuidado com rumores. "Ouvi dizer, ouvi falar, me disseram, me contaram..." e por aí a fora. Lembre-se, aquilo que você ouviu é só uma opinião. Pense com sua cabeça, veja com SEUS olhos, ande com SUAS pernas. Não desista de aprender a verdade com seu esforço. Não pergunte a ninguém que gosto tem a maçã, compre uma e coma.

## Técnicas do Hoi Jeon Moo Sool
O Hoi Jeon Moo Sool é composto por cinco técnicas:
1. Kyeok Ki
2. Tu Ki
3. Mu Ki
4. Hwal Ki
5. Nae Ki

### Kyeok Ki
Kyeok Ki é a técnica que contém ataques, defesas e chutes.

### Tu Ki
Tu Ki, também conhecido como Du Ki, é a técnica de Defesa Pessoal, que utiliza projeções, bloqueios e travas em suas técnicas.

### Mu Ki
Mu Ki é a técnica de armas que possui Jang Kum (espada longa), Jung Kum (espada média),
Dan Kum (espada pequena), Jang Bong (bastão longo), Jung Bong (bastão médio), Dan Bong (bastão curto), Tee (belt) entre muitas outras.

### Hwal Ki
Hwal Ki é a técnica de para o bem estar corporal que ensina ao aluno todos os pontos de presão do corpo, fisioterapia, sistema muscular, sistema do esqueleto e acupuntura.

### Nae Ki
Nae Ki é a técnica que ensina o aluno a mexer com sua energia "interior" (ki), com técnicas de respiração, controle da mente (KI) com certos movimentos (ponse).

## Escolas do Hoi Jeon Moo Sool
O Hoi Jeon Moo Sool é divido em quatro Escolas:
1. Hoi Jeon Moo Do
2. Jok Sool Do
3. Kum Sool Do
4. Bong Sool Do

### Hoi Jeon Moo Do
Hoi Jeon Moo Sool é a técnica de defesa pessoal, com a exceção de chutes.
Utilizando travas, projeções, bloqueios, etc. Somando mais de 3000 técnicas

### Jok Sool Do
Jok Sool Do É a técnica de chutes.
Utilizando chutes altos, baixos e médios, chutes especiais e movimento básicos, sendo 7 tipos de chutes baixos, 14 tipos de chutes altos, 21 tipos de chutes especiais combinados com 28 tipos de postura de ataque e 70 tipos de movimentos básicos, somando más de 3200 técnicas de chute.

### Kum Sool Do
Kum Sool Do É a técnica de espada do Hoi Jeon Moo Sool
Utilizando a espada longa (120 cm) e curta (30 cm).Sendo 26 movimentos de postura de ataque, 15 tipos de ataque usados em 41 tipos de movimentos básicos, somando mais de 390 técnicas usando movimentos giratórios.

### Bong Sool Do
Bong Sool Do É a técnica de bastão Bo do Hoi Jeon Moo Sool. (Também chamado de Jung Bong)
São 577 técnicas de Bastão longo e 409 técnicas de bastão curto usando movimentos giratórios, para dar mais eficiência aos ataques.

## Histórico dos Mundiais de Hoi Jeon Moo Sool
1990 (Seul - Coreia do Sul)
1993 (Guadalajara - México)
1995 (Helsínquia - Finlândia)
1998 (Peruibe - Brasil)
2000 (Ypsilanti - Estados Unidos)
2004 (Cancún - México)
2014 (San Antonio - Estados Unidos)
2016 (Guadalajara - México)